# Ferdinand Ier (roi d'Aragon)
Pour les articles homonymes, voir Ferdinand d'Aragon, Ferdinand Ier et Ferdinand.
Ferdinand Ier d'Aragon ou Ferdinand d'Antequera (en catalan Ferran d'Antequera, en espagnol Fernando de Antequera), né le 27 novembre 1380 à Medina del Campo  et mort le 2 avril 1416 à Igualada, petit-fils du roi Pierre IV d'Aragon et fils du roi Jean Ier de Castille, est roi d'Aragon, roi de Sardaigne et roi de Sicile de 1412 à 1416.
Il est aussi roi de Valence, roi de Majorque comte de Barcelone, comte de Besalú, comte de Pallars Jussà, comte de Roussillon, comte de Cerdagne et comte d'Empúries de 1412 à 1416, ainsi que comte d'Urgell et vicomte d'Àger de 1413 à 1416.

## Biographie

### Origines familiales et formation
Il est le second fils du roi de Castille Jean Ier de Castille (1358-1390).
Sa mère est l'infante Éléonore d'Aragon (1358-1382), fille du roi Pierre IV d'Aragon et sœur des deux rois d'Aragon suivants : Jean Ier et Martin Ier.
Il est orphelin de mère à deux ans, de père à 10 ans. En 1390, son frère aîné Henri (1379-1406) prend la succession de Jean Ier de Castille sous le nom de Henri III.

### Accès aux premières responsabilités
Ferdinand reçoit alors l'apanage d’Antequera, qui lui vaut le nom de Ferdinand d'Antequera.
En 1393, après des fiançailles en 1390, a lieu son mariage avec Éléonore d'Albuquerque (1374-1435), riche héritière du comté d'Albuquerque et descendante des rois de Castille et de Portugal.
À la mort de Henri III (1406), il assure la régence du royaume de Castille jusqu'en 1410 au nom de son neveu Jean II.

### La guerre de succession d'Aragon (1410-1412)
En 1410, la mort de son oncle Martin Ier d’Aragon déclenche une crise de succession dans les États de la couronne d'Aragon.
Les uns soutiennent Jacques II, comte d’Urgell, plus proche descendant du roi en ligne masculine, d'autres le Français Louis III d'Anjou, petit-fils par sa mère du roi Jean Ier d’Aragon, d'autres enfin, Ferdinand.
Une conférence est tenue à partir de mars 1412 en Aragon, à Caspe, où l’influence du pape d’Avignon Benoît XIII, désireux de se constituer une clientèle politique[pas clair], amène les participants à choisir Ferdinand.
Jacques d’Urgell refuse cette décision, mais la rébellion qu'il lance est rapidement matée. Ferdinand devient donc roi, premier représentant en Aragon de la maison de Trastamare, celle des rois de Castille depuis 1369.

### Règne (1412-1416)
Ferdinand Ier  ne règne que 3 ans et 9 mois. Malgré tout, son règne est marqué par l'affirmation de la maison de Trastamare dans la couronne d'Aragon. Entre 1413 et 1414, le roi doit faire face à la révolte de Jacques II d'Urgell. Le pape Benoît XIII, qui jouissait d'une grande influence dans la région (il était originaire d'Aragon), a même donné le titre de croisade à la guerre contre le comte d'Urgell. Ce dernier échoua et fut alors emprisonné et avant de mourir en 1433, toujours emprisonné. 
Pressé par son épouse, qui voudrait que le Grand schisme d'Occident prenne fin, il demande à l'antipape Benoît XIII de démissionner, comme l'ont déjà fait le pape Grégoire XII en 1415 et l'autre antipape Jean XXIII avec plus de difficultés (déposé puis emprisonné). Mais Benoît refuse et se met en état de rébellion jusqu'à sa mort en 1423.

### Mort et funérailles
Il meurt le 2 avril 1416. Son fils ainé, Alphonse V, lui succède. 

## Mariage et descendance
En 1393, l'infant de Castille Ferdinand épouse la comtesse Éléonore d'Albuquerque (1374-1435).
De leur union naissent sept enfants :
1. En 1396, l'infant primogènit (« aîné ») Alphonse († 1458), prince de Gérone, puis roi d'Aragon sous le nom d'Alphonse V ;
2. En 1398, l’infant Jean († 1479), roi d'Aragon sous le nom de Jean II (père de Ferdinand II) ;
3. En 1400 l’infant Henri d'Aragon († 1445 ; es : Enrique), comte d'Empúries et seigneur de Segorbe, épouse en 1418 sa cousine Catherine de Castille, duchesse de Villena.
4. En 1400 ou 1401 l'infant Sanche d'Aragon († 1416)[7].
5. En 1402 l'infante Éléonore d'Aragon († 1445), épouse du roi de Portugal Édouard Ier l'Éloquent (1391-1438).
6. En 1403, l’infante Marie d'Aragon († 1445), première épouse de Jean II de Castille (1402-1454), son cousin ;
7. En 1406 l'infant Pierre d'Aragon, duc de Noto († 1438).

### Sources et bibliographie
- (es) Cet article est partiellement ou en totalité issu de l’article de Wikipédia en espagnol intitulé « Fernando I de Aragón » (voir la liste des auteurs).
- (ca) Armand de Fluvià (préf. Josep M. Salrach), Els primitius comtats i vescomptats de Catalunya : Cronologia de comtes i vescomtes, Barcelone, Enciclopèdia catalana, coll. « Biblioteca universitària » (no 11), avril 1989, 238 p. (ISBN 84-7739-076-2), p. 35
- (ca) Jaume Sobrequés i Callicó et Mercè Morales i Montoya, Contes, reis, comtesses i reines de Catalunya, Barcelone, Editorial Base, coll. « Base Històrica » (no 75), avril 2011, 272 p. (ISBN 978-84-15267-24-9), p. 154-157(es) Jaime Vicens Vives, Juan II de Aragón (1398-1479): monarquía y revolución en la España del siglo XV, Pampelune, Urgoiti, 1953, réédition 2003, 532 p. (ISBN 8493247987)